# Virbia hypophaea
Virbia hypophaea är en fjärilsart som beskrevs av George Francis Hampson 1901. Virbia hypophaea ingår i släktet Virbia och familjen björnspinnare. Inga underarter finns listade i Catalogue of Life.